# Trachysmia jerichoana
Trachysmia jerichoana is een vlinder uit de familie bladrollers (Tortricidae). De wetenschappelijke naam voor deze soort is voor het eerst geldig gepubliceerd in 1935 door Amsel.
De soort komt voor in tropisch Afrika.